# BA-160
A BA-160 é uma rodovia brasileira do estado da Bahia. Via que perpassa cidades próximas ao Rio São Francisco no oeste baiano e considerada um corredor rodoviário, foi por várias vezes considerada uma das piores rodovias do país em pesquisas da Confederação Nacional do Transporte (CNT). Encontra-se com a BR-430 no município de Bom Jesus da Lapa.
A rodovia, por muitos anos, não possuía asfalto. O ex-presidente João Figueiredo chegou a prometer, em seu governo, ações na rodovia. No entanto, a BA-160 só foi pavimentada em 1990, durante o governo estadual de Nilo Moraes Coelho. Na época, outras obras no oeste baiano foram realizadas, como a Ponte Gercino Coelho. As mudanças na BA-160 tinham o objetivo de facilitar o escoamento da produção do Projeto Formoso. Atravessa os municípios de Iuiú, Malhada, Carinhanha, Bom Jesus da Lapa, Paratinga, Ibotirama, Xique-Xique e Barra. Além de sua grande extensão, a rodovia têm função importante ao fornecer ligação próxima à divisa da Bahia com o estado de Minas Gerais.
Estando em uma região de semiárido, problemas com a pavimentação são frequentes, e ao longo dos anos, vários projetos de recuperação da estrada são apresentados. Em contrapartida, há queixas constantes acerca da qualidade da rodovia. Em 2008, foi eleita a quinta pior rodovia da Bahia pelo Guia Quatro Rodas, com a descrição de que "Antes de pegar essa estrada, passe na Gruta do Santuário em Bom Jesus e reze bastante pra São Cristóvão protegê-lo". Em 2010, foi considerada a pior rodovia do Brasil, em avaliação realizada e publicada pela Confederação Nacional do Transporte (CNT) sendo que, em 2009, estava na quinta posição em ranking nacional. Dois anos depois, em 2012, o Guia Quatro Rodas da Editora Abril colocou o trecho que liga Bom Jesus Lapa, Paratinga e Ibotirama na sexta posição entre as piores rodovias do Brasil, por meio de pesquisa. Em 2015, a CNT considerou o estado geral da rodovia como "regular", avaliando negativamente sua geometria e considerou positiva a sinalização. Porém, a pesquisa concluiu que, em toda sua via, não existe quaisquer borracharias, restaurantes, lanchonetes, oficinas e postos de abastecimento. Em 2018, a situação da rodovia foi definida como "ruim".

## Pesquisa CNT

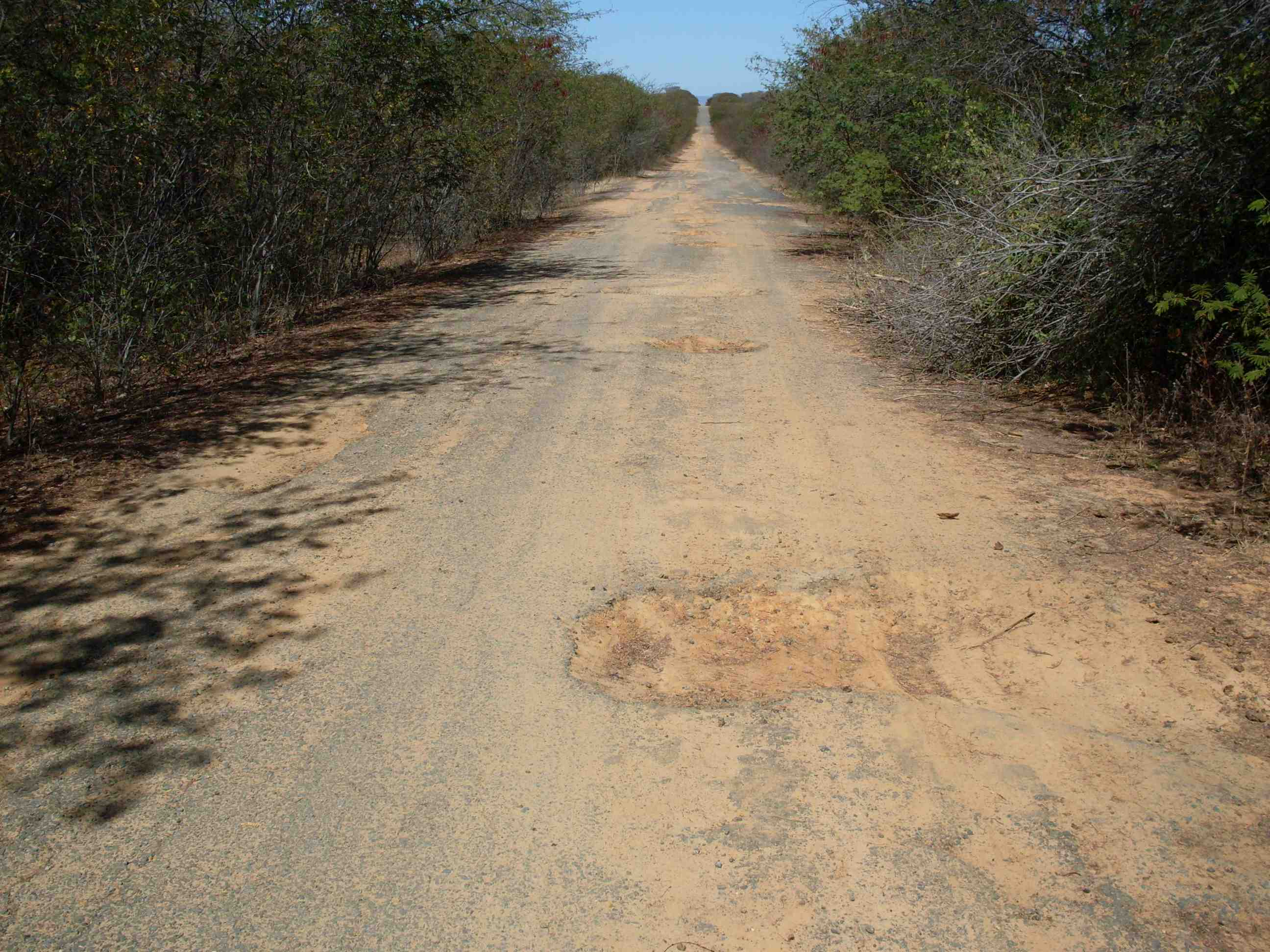
A BA-160 em Bom Jesus da Lapa durante pesquisa da CNT, em 2011, quando o estado da rodovia foi classificado como "péssimo".

Segundo pesquisa da Confederação Nacional do Transporte (CNT), o estado geral da rodovia a cada ano foi:
- 2007: Péssimo[15]
- 2009: Péssimo[11]
- 2010: Péssimo[9]
- 2011: Péssimo[16]
- 2012: Péssimo[17]
- 2013: Péssimo[18]
- 2014: Ruim[19]
- 2015: Regular[13]
- 2016: Péssimo[20]
- 2017: Ruim[21]
- 2018: Ruim[14]
- 2019: Regular[22]